# 이진용 (축구 선수)
이진용(李珍鎔, 2001년 5월 1일]~)은 대한민국의 축구 선수로 포지션은 수비형 미드필더, 오른쪽 풀백, 센터백이며 현재 K리그1 대구 FC 소속이다.

## 클럽 경력
2020 시즌을 앞두고 K리그1의 대구 FC에 입단했다. 2021시즌 K리그1 2라운드 경기인 인천 유나이티드 FC와의 경기에서 프로 데뷔를 했다.

## 국가대표 경력
2021년 11월 U-23 국가대표팀 국내 훈련 소집 명단에 이름을 올렸다.